# Quercus schochiana
Quercus schochiana är en bokväxtart som beskrevs av Georg Dieck. Quercus schochiana ingår i släktet ekar, och familjen bokväxter. Inga underarter finns listade i Catalogue of Life.